# المنيا (الفيوم)
قرية المنيا هي إحدى القرى التابعة لمركز أطسا في محافظة الفيوم في جمهورية مصر العربية. حسب إحصاءات سنة 2006، بلغ إجمالي السكان في المنيا 36718 نسمة، منهم 18915 رجل و17803 امرأة.